# Alianța Națională a Uniunilor de Creatori
Alianța Națională a Uniunilor de Creatori (ANUC) este cea mai largă formă de asociere de tip federativ a organizațiilor creatorilor de artă și artiștilor interpreți profesioniști.
Organizație neguvernamentală cu activitate non-profit și apolitică, ANUC funcționează ca mijloc/cadru pentru dialog, informare reciprocă și acțiune a uniunilor membre în vederea realizării unor obiective de interes comun.
A fost fondată în 1995 și reprezintă împreună interesele a aproximativ 12.000 de creatori profesioniști de artă și interpreti profesioniști.
ANUC este membru fondator al Consiliului European al Artistilor (ECA), for internațional care a luat ființă în anul 1995 prin asocierea organizațiilor celor mai reprezentative pe plan național ale artiștilor profesioniști din diferite țări europene. Consiliul este finanțat de Parlamentul European și de Consiliul Ministrilor Culturii din țările nordice și face lobby pe lângă structuri politice și culturale europene, precum și pe linga guvernele țărilor membre, în favoarea intereselor artiștilor pe care îi reprezintă.
Membri ANUC sunt:
- Uniunea Scriitorilor din România (USR)
- Uniunea Compozitorilor și Muzicologilor din România (UCMR)
- Uniunea Teatrală din România (UNITER)
- Uniunea Artiștilor Plastici din România (UAP)
- Uniunea Cineaștilor — www.ucin.ro
- Uniunea Arhitecților — www.uniuneaarhitectilor.ro